# Стів Макмагон
Стівен Джозеф Макмагон (англ. Stephen Joseph McMahon, нар. 20 серпня 1961, Гейлвуд) — англійський футболіст, що грав на позиції півзахисника. По завершенні ігрової кар'єри — тренер. Найбільш відомий за виступами в складі клубу «Ліверпуль», у якому став триразовим чемпіоном Англії, дворазовим володарем Кубка Англії, та чотириразовий володарем Суперкубка Англії, а також у складі національної збірної Англії.

## Клубна кар'єра
Стів Макмагон народився в передмісті Ліверпуля Гейлвуд, та розпочав виступи на футбольних полях у сезоні 1979—1980 років у складі клубу «Евертон», в якому грав до 1983 року, взявши участь у 100 матчах чемпіонату.
У 1983 році Макмагон став гравцем іншого англійського клубу «Астон Вілла», в якому грав до 1985 року.
У 1985 році Стів Макмагон став гравцем клубу «Ліверпуль», який на той час домінував у англійському футболі. Він швидко став одним із основних гравців півзахисту «червоних». Уже в першому сезоні в «Ліверпулі» Макмагон став чемпіоном Англії та Кубка Англії, а на початку наступного сезону він став і володарем Суперкубка Англії з футболу. За рік Макмагон знову став чемпіоном Англії, наступного сезону став володарем Кубка Англії, а в сезоні 1989—1990 років утретє став чемпіоном Англії. Макмагон брав участь у всіх фінальних матчах «Ліверпуля», як кубкових, так і суперкубкових, загалом до 1991 року зіграв лише в чемпіонаті Англії 204 матчі, в яких відзначився 29 забитими м'ячами.
У 1991 році Стів Макмагон став гравцем англійського клубу «Манчестер Сіті», в якому грав до 1994 року, проте якихось титулів у новому клубі не здобув.
У 1994—1998 роках Стів Макмагон був граючим тренером команди «Свіндон Таун», після чого остаточно завершив виступи на футбольних полях.

## Виступи за збірні

Стів Макмагон (праворуч) втішає Пола Гаскойна після поразки від ФРН у півфіналі чемпіонату світу 1990 року.

Протягом 1981—1984 років Стів Макмагон залучався до складу молодіжної збірної Англії. На молодіжному рівні зіграв у 6 матчах.
У 1988 році Макмагон дебютував у складі національної збірної Англії. У цьому році у складі збірної футболіст брав участь у чемпіонаті Європи 1988 року у ФРН, де англійська збірна не зуміла вийти з групи. У 1990 році Макмагона включили до складу збірної для участі в чемпіонаті світу 1990 року в Італії, на якому англійська збірна зайняла 4-те місце. У складі збірної грав до кінця 1990 року, загалом провів у її складі 17 матчів, у яких забитими голами не відзначився.

## Кар'єра тренера
Стів Макмагон розпочав тренерську кар'єру, ще продовжуючи грати на полі, 1994 року, коли став граючим тренером клубу «Свіндон Таун». У сезоні 1995—1996 років на чолі клубу виграв Другий дивізіон Футбольної ліги, після чого команда вийшла з третього до другого дивізіону англійського футболу, в якому й грала до 1998 року, після чого Стів Макмагон залишив клуб.
У 2000 році Стів Макмагон став головним тренером команди «Блекпул», найбільшим успіхом тренера в якому стала перемога в плей-офф Третього дивізіону Футбольної ліги, а також двічі виграш Трофея Футбольної ліги в сезонах 2001—2002 і 2003—2004.
У 2005 році Стів Макмагон очолював австралійський клуб «Перт Глорі», проте він не пропрацював у ньому навіть року, та пішов у відставку.

## Особисте життя
Брат Стіва Макмагона Джон також є колишнім англійським футболістом та футбольним тренером, син Стіва Макмагона Стів Макмагон-молодший також є англійським футболістом.
| Дата       | Місто              | Господарі | Результат  | Гості          | Турнір                       | Голи | Примітки |
| ---------- | ------------------ | --------- | ---------- | -------------- | ---------------------------- | ---- | -------- |
| 17-2-1988  | Рамат-Ган          | Ізраїль   | 0 – 0      | Англія         | товариський матч             | -    |          |
| 27-4-1988  | Будапешт           | Угорщина  | 0 – 0      | Англія         | товариський матч             | -    |          |
| 24-5-1988  | Лондон             | Англія    | 1 – 1      | Колумбія       | товариський матч             | -    |          |
| 18-6-1988  | Франкфурт-на-Майні | Англія    | 1 – 3      | СРСР           | ЧЄ 1988 - 1-й етап           | -    | 53'      |
| 7-6-1989   | Копенгаген         | Данія     | 1 – 1      | Англія         | товариський матч             | -    | 46'      |
| 6-9-1989   | Стокгольм          | Швеція    | 0 – 0      | Англія         | Відбір до ЧС 1990            | -    |          |
| 11-10-1989 | Хожув              | Польща    | 0 – 0      | Англія         | Відбір до ЧС 1990            | -    |          |
| 15-11-1989 | Лондон             | Англія    | 0 – 0      | Італія         | товариський матч             | -    | 67'      |
| 13-12-1989 | Лондон             | Англія    | 2 – 1      | Югославія      | товариський матч             | -    | 75'      |
| 28-3-1990  | Лондон             | Англія    | 1 – 0      | Бразилія       | товариський матч             | -    |          |
| 25-4-1990  | Лондон             | Англія    | 4 – 2      | Чехословаччина | товариський матч             | -    | 75'      |
| 15-5-1990  | Лондон             | Англія    | 1 – 0      | Данія          | товариський матч             | -    | 78'      |
| 11-6-1990  | Кальярі            | Ірландія  | 1 – 1      | Англія         | ЧС 1990 - 1-й етап           | -    | 69' 75'  |
| 21-6-1990  | Кальярі            | Англія    | 1 – 0      | Єгипет         | ЧС 1990 - 1-й етап           | -    |          |
| 26-6-1990  | Болонья            | Бельгія   | 0 – 1 д.ч. | Англія         | ЧС 1990 - 1/8 фіналу         | -    | 71'      |
| 7-7-1990   | Барі               | Італія    | 2 – 1      | Англія         | ЧС 1990 - матч за 3-тє місце | -    | 71'      |
| 14-11-1990 | Дублін             | Ірландія  | 1 – 1      | Англія         | Відбір до ЧЄ 1992            | -    |          |
| Усього     |                    | Матчів    | 17         |                | Голів                        | 0    |          |

## Титули і досягнення

### Як гравця
- Чемпіон Англії (3):

«Ліверпуль»: 1985–1986, 1987–1988, 1989–1990
- Володар Кубка Англії (2):

«Ліверпуль»: 1985–1986, 1988–1989
- Володар Суперкубка Англії з футболу (4):

«Ліверпуль»: 1986, 1988, 1989, 1990

### Як тренера
- Другий дивізіон Футбольної ліги (1):

«Свіндон Таун»: 1995—1996
- Третій дивізіон Футбольної ліги (плей-офф) (1):

«Блекпул»: 2001
- Володар Трофея Футбольної ліги (2):

«Блекпул»: 2001—2002, 2003—2004